# Венгрен, Майк
Майкл Уоррен (Майк) Венгрен (англ. Michael Warren «Mike» Wengren; род. 3 сентября 1971, Чикаго, Иллинойс, США) — американский музыкант, наиболее известен как барабанщик и один из основателей американской метал-группы Disturbed, которая была сформирована в 1996 году.

## История
Майк Венгрен родился и вырос в Эвергрин-Парке, штат Иллинойс. Начал играть на барабанах в возрасте 10 лет. Тогда он посетил лишь пару уроков в течение месяца. Активно же заниматься музыкой он стал с 15 лет.
Майк Венгрен сказал, что на его творчество сильнее всего повлияли такие коллективы как, Metallica, Slayer, Judas Priest, Testament, Mötley Crüe, Pantera и Racer X.
В последние годы он появился в объявлениях для Pearl Drums, так как Masters Series был его первым профессиональным комплектом, купленным от Midwest Percussion в начале 90-х годов. Майк Венгрен использует барабанные пластики Evans (Hydraulic Glass на томах и EQ на бочках). Также имеет подписную модель палочек фирмы Vater. Майк играет на тарелках фирмы Sabian.
Его предыдущий комплект тура был Pearl MRX Masters Series с черными аппаратными средствами. Комплект тура Венгрена в поддержку альбома Ten Thousand Fists был "vintage sunburst" изменение того же самого drumset, так же с черными аппаратными средствами.

## Оборудование
Disturbed комплект
Custom painted by Nub Grafix
- 22x18 bass drum x 2
- 10x8 tom
- 12x9 tom
- 14x11 tom
- 16x14 tom
- 18x16 tom
- 14x6.5 snare drum x 2
- 14x6.5 steel Reference snare drum

Cymbal Set Up — All Sabians.
- Chopper 12"
- AA Metal-X Hats 14"
- AA Metal-X Splash 12"
- AA Metal-X Crash 18"
- AA Metal-X Crash 19"
- AA Metal-X Chinese 18"
- 23" Limited Edition OverRide
- AA Rock Crash 19"
- AAX X-Treme Chinese 19"
- AA Metal-X Hats 15"
- AA Rock Crash 17"
- AA Rock Crash 18"

## Дискография

### Brawl
- Demo Tape (1994)

### Disturbed
- Demo (1998)
- The Sickness (2000)
- Believe (2002)
- Ten Thousand Fists (2005)
- Indestructible (2008)
- Asylum (2010)
- Immortalized (2015)
- Evolution (2018)
- Divisive (2022)